# Jeux méditerranéens de 1959
Navigation
Barcelone 1955 Naples 1963
Les IIIes Jeux méditerranéens ont eu lieu du 11 au 23 octobre 1959 à Beyrouth au Liban.
La France qui a remporté 11 médailles d'or en athlétisme a réitéré sa première place des Jeux, alors que l'Égypte qui a brillé en haltérophilie et en gymnastique, et la Turquie qui a raflé les 8 médailles d'or de la lutte libre ont devancé l'Italie au classement général.

## Participation
Cette édition  a enregistré la participation du Maroc et de la Tunisie qui ont accédé à l'indépendance ainsi que le retour de la Yougoslavie, absente à Barcelone.
Par ailleurs la Syrie qui s'était unifiée avec l'Égypte dans le cadre de la République arabe unie, n'a pas eu de participation spécifique.

## Discipline
- Athlétisme
- Basket-ball
- Boxe
- Cyclisme
- Équitation
- Escrime
- Football
- Gymnastique artistique
- Haltérophilie
- Lutte
- Natation
- Plongeon
- Tir
- Voile
- Volley-ball masculin
- Water-polo

## Tableau des médailles
| Rang | Délégations           | Médaille d'or | Médaille d'argent | Médaille de bronze | Total |
| 1er  | France                | 26            | 27                | 16                 | 69    |
| 2e   | République arabe unie | 23            | 21                | 30                 | 74    |
| 3e   | Turquie               | 13            | 8                 | 1                  | 22    |
| 4e   | Italie                | 12            | 5                 | 4                  | 21    |
| 5e   | Yougoslavie           | 11            | 9                 | 8                  | 28    |
| 6e   | Grèce                 | 8             | 9                 | 13                 | 30    |
| 7e   | Espagne               | 5             | 12                | 12                 | 29    |
| 8e   | Liban                 | 3             | 10                | 17                 | 30    |
| 9e   | Tunisie               | 3             | 2                 | 1                  | 6     |
| 10e  | Maroc                 | 2             | 3                 | 2                  | 7     |